# Lonicera minutifolia
Lonicera minutifolia är en kaprifolväxtart som beskrevs av Siro Kitamura. Lonicera minutifolia ingår i släktet tryar, och familjen kaprifolväxter. Inga underarter finns listade i Catalogue of Life.